# Siège de Hama
Guerre civile syrienne
Batailles
Le siège de Hama a lieu lors de la guerre civile syrienne.
Le 1er juillet, 400 000 personnes manifestent contre le gouvernement ce qui en fait la plus grande manifestation d'opposition. Deux jours plus tard, les chars de l'armée se déploient à Hama dans une opération au cours de laquelle 16 civils trouveront la mort, donnée par les forces de sécurité.
Le 31 juillet, le gouvernement envoie l'armée contrôler Hama à la veille du ramadan, plus de 100 personnes seront tuées à Hama et d'autres seront faits prisonniers. Le 4 août, 200 civils seront tués à Hama.

## Prélude
De massives protestations commencent dans le centre-ville d'Hama et parfois en banlieue dès le 3 juin 2011, la première manifestation du 3 juin fut réprimée par les forces de sécurité, ce qui coûta la vie à 25 manifestants.
Au début de l'été 2011, paralysée par les désertions, l'armée commence à abandonner les quartiers de plusieurs villes en Syrie, et notamment à Hama.
En juillet, des manifestations anti-régime particulièrement importantes ont lieu à Hama. Le 1er juillet, 500 000 personnes manifestent à Hama selon  l'Observatoire syrien des droits de l'homme (OSDH),. 
Puis le 8 juillet, l'OSDH rapporte un nombre de 150 000 protestataires et la Ligue syrienne des droits de l'homme 450 000,,. 
Le 8 juillet, les ambassadeurs des États-Unis et de la France, Robert Ford et Éric Chevallier, se rendent alors à Hama, désertée par l'armée, à la rencontre des protestataires,. En représailles, des partisans du régime mènent plusieurs attaques à Damas contre les ambassades américaine et française. 
Le vendredi 15 juillet, 150 000 personnes défilent encore à Hama selon l'OSDH,. Dans cette ville, l'OSDH compte encore 650 000 protestataires le 22 juillet, et 500 000 le 29 juillet.
Le 1er juillet 2011, plus de 400 000 manifestants descendent dans les rues de la ville, ce qui en fait la plus grande manifestation contre le régime de Bachar el-Assad qui limogea par la suite le gouverneur de la région, deux jours plus tard, les chars de l'armée se déployaient dans la ville dans une opération qui couta la vie à 20 civils, deux cas de viols seront rapportés.

## Déroulement

### Opérations de juillet
Durant le mois de juillet, Hama qui est devenue un épicentre de la contestation connaît une montée de la violence, la ville est assiégée par l'armée régulière à partir du 13 juillet 2011.
Le 6 juillet, l'ambassadeur américain en Syrie, Robert Ford visite la ville et décide d'y rester plusieurs jours ce qui agacera les autorités syriennes, selon l'opposition, le 8 juillet 500 000 manifestent contre le président Bachar el-Assad, les manifestants accueillent l'ambassadeur américain avec des fleurs pour exprimer leur gratitude, ce jour, l'ambassadeur de France en Syrie rejoindra l'ambassadeur des États-Unis.
Le 8 juillet, de nouveaux chars sont déployés dans la banlieue de Hama.
Le 31 juillet, le président de l'OSDH, Abdel Rahman déclare que l'armée a lancé une opération contre la ville de  Muadhamiya au nord de Hama. Le même jour, les prisonniers de la prison centrale d'hama se mutinent, ils seront durement réprimés par les forces de sécurité, le nombre de morts est inconnu. La télévision d'État rapporte que 8 policiers ont été tués à Hama.
Le gouvernement impute la violence et les décès aux opposants qualifiés de « terroristes » qui auraient tués plus d'une centaine de membres des forces de sécurité. Les mesures de répression à Hama sont les plus intenses depuis le début de la guerre civile syrienne. D'après les opposants, l'assaut du 31 juillet aura fait 84 morts et serait dû à la volonté du gouvernement de reprendre la ville avant le mois saint du ramadan.

### Offensive du Ramadan
Le 31 juillet, l'armée entre dans Hama et massacre en 24 heures une centaine de civils,,. 
Au 4 août, la répression dans cette ville aurait fait jusqu'à 200 morts,.
Le 1er août, Hama fut bombardée par l'armée mais beaucoup de résidents se rendaient tout de même dans les mosquées. Selon les opposants, trois croyants furent tués par un bombardement et un quatrième par un tir de sniper. Les chars de l'armée bombardaient les quartiers de al-Qousour et Al-Hamidiya. Selon le gouvernement, le nombre de morts à Hama et Homs a rapidement augmenté. 24 personnes sont tuées le 1er août en Syrie.
Le 2 août, un opposant syrien, Radwan Ziadeh demande au président américain Barack Obama d’exiger le départ de Bachar el-Assad.
Dans la matinée du 3 août, Hama était bombardée par l'armée dès les premières heures de la journée puis vers midi les chars sont entrés dans la ville, brisant des barricades et prenant le contrôle d'une place centrale, sur la page facebook de la révolution syrienne fut écrit « l'armée est maintenant placé sur la Place d'Assi » et « les jeunes héroïques de Hama les affrontent et leur interdit d'entrer dans le voisinage ». L'eau, l'électricité et les communications furent coupées à Hama et dans les villages avoisinants. Durant la même journée et à la suite de l'attaque de l'armée, les ouvriers d'Hama annoncent trois jours de grève générale en mémoire des ouvriers morts durant l'assaut.
Les comités locaux de coordination annoncent que le bombardement est particulièrement violent sur les quartiers de Al-Mala'ab et Manakh Janoub.
Le 4 août, les opérations de l'armée syrienne prennent fin et au total durant l'offensive du Ramadan se déroulant pendant du mois d'août en plein Ramadan, plus de 200 personnes furent tuées à Hama.